# مناظرات القادة

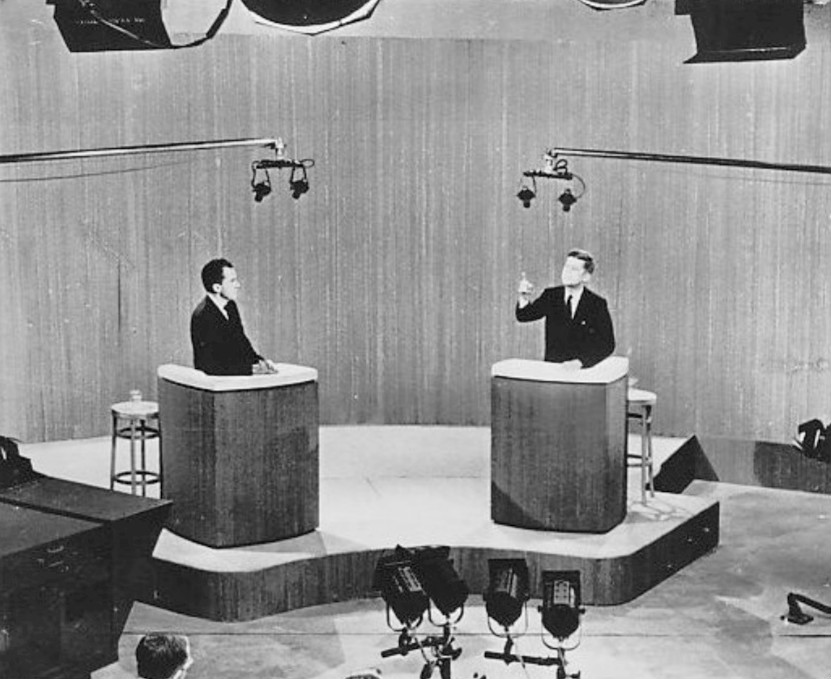

في الولايات القضائية التي تنتخب شاغلي المناصب السياسية العليا كمنصب الرئيس أو رئيس الوزراء، يتجه المرشحون أحيانًا لإجراء مناظرة علنًا، وعادةً ما يكون ذلك أثناء حملة الانتخابات العامة. وفي بعض الأحيان، يطلق على مثل هذه المناظرات اسم مناظرات القادة. فبدلًا من التوصل إلى قرار جراء هذه المناظرة، يكمن الغرض من مثل هذه المناظرات في عرض سياسات وآراء المرشحين، والكشف عن أوجه النقد ضدهم، أمام الناخبين المحتملين. وعادة ما ينقل التليفزيون هذه المناظرات، وقد يُجرى التنظيم لها من محطة تليفزيونية أو أكثر.

## معلومات تاريخية
إن نجاح المناظرات الأولى التي تم إذاعتها على شاشات التليفزيون مثل المناظرة الرئاسية الأمريكية عام 1960 بين المرشحين جون كينيدي وريتشادر نيكسون، والتي شاهدها نحو 70 مليون شخص، كانت سببًا في إثارة الرغبة لعقد مثل هذه المناظرات المتلفزة في الدول التي تخضع لنظام حكم برلماني. وسرعان ما أثبت التليفزيون أنه وسيلة ممتازة وفاعلة في الوصول إلى مجموعات كبيرة من الناخبين. ويتمثل الجانب الفريد من نظام الحكم البرلماني، الذي تولدت لديه الرغبة في عقد مناظرات القادة، في أن رئيس الحزب عادةً ما يكون المرشح المفترض للحزب لرئاسة الحكومة، وذلك لأنه بموجب العرف الدستوري، فإنه عادةً ما يضطلع بمنصب رئيس الوزراء أو رئيس مجلس الدولة إذا فاز حزبه بأغلبية المقاعد. ومع ذلك، لا تمثل المناظرات بين القادة في حد ذاتها المناظرات بين المرشحين من الناحية الفنية في إطار نفس المعنى الذي تحمله مناظرات الرئاسية الأمريكية، لأنه في الحالة الثانية، تقوم الأحزاب السياسية الأمريكية بترشيح الأفراد الذين يسمونهم صراحةً كمرشحيهم لمنصب الرئيس ونائب الرئيس.
وغالبًا ما تحظى مناظرات القادة بشعبية لدى الناخبين، الذين قد يتأثر قرارهم بدرجة كبيرة بنتيجة المناظرة. وفي كثير من الأحيان، يحاول القادة استخدام الدعامات (مثل المخططات البيانية أو لافتات كتب عليها شعارات (عبارة)) أثناء إحدى المناظرات لتحقق نجاح بدرجات متفاوتة.

## الهيئة
تختلف الهيئة الدقيقة التي تظهر عليها مناظرة القادة، ولكن عادةً ما تبدأ المناظرة بأن يقوم كل رئيس بالإدلاء ببيان افتتاحي موجز. ثم تبدأ لجنة مكونة من صحفيين معروفين بتوجيه مجموعة من الأسئلة المعدة مسبقًا، والتي إما يجيب عليها جميع القادة أو يجيب عليها قائد واحد معين. وبعد أن يجيب القائد (القادة) على كل الأسئلة، قد يتاح للقائد (القادة) الآخر فرصة الإدلاء برد مختصر، وبعدها قد يكون هناك بعض الوقت المخصص لإجراء مناظرة «عامة» ساخنة. وسيحاول رئيس الجلسة عادةً ممارسة بعض السيطرة من خلال كل هذا، ومن ثم يقرر وقف المناظرة بعد انتهاء الوقت المخصص لها، وبالتالي الشروع في توجيه السؤال الثاني. وبعد انتهاء أعضاء اللجنة من توجيه الأسئلة، سيقوم كل قائد أو قائدة ببيان ملاحظاته الختامية ومن ثَم تنتهي المناظرة.
وغالبًا ما تعد قضية الأشخاص الذين يتم دعوتهم للمشاركة في مناظرة القادة قضيةً حساسة. فقد تشتمل بعض الولايات القضائية على عشرات الأحزاب السياسية المهمشة، والتي في وجود القليل من العلاقات، ستهتم بالمشاركة في مثل هذه المناظرات. وحرصًا على الوقت، ولضمان أن يكون لرؤساء الأحزاب الرئيسية الوقت الكافي لمخاطبة الناخبين حول مجموعة واسعة من القضايا، فإنه قلما تشتمل أي مناظرة بين قادة على أكثر من خمسة رؤساء. والعدد الأكثر شيوعًا في هذا الخصوص يبلغ ثلاثة رؤساء. وغالبًا ما تقتصر مناقشات القادة على الأحزاب التي لديها ممثلون منتخبون من الانتخابات السابقة. وقد تكون هناك استثناءات للأحزاب القريبة من الوصول إلى اللائحة الكاملة للمرشحين، ولكن ليس هذا هو الحال دائمًا. فعلى سبيل المثال، في كندا أثناء الانتخابات الفيدرالية الكندية 2004 و2006، تم استبعاد حزب الخضر الكندي من مناظرات الرؤساء الفيدراليين حتى الانتخابات الفيدرالية الكندية 2008 عندما نجح الضغط الشعبي الممارس على الأحزاب بانضمام حزب الخضر إلى المناظرة، وتم استبعاد حزب تحالف ألبرتا من مناظرة رؤساء مقاطعة ألبرتا، وذلك على الرغم من أن كلا الحزبين لديه قوائم كاملة في الانتخابات الخاصة بكل منهما. وغالبًا ما تشكو الأحزاب المستبعدة بمرارة من استبعادها من هذه المناظرات، مدعين في بعض الأحيان أن المؤسسة السياسية قد تآمرت عليهم في محاولةٍ لإبقاء أحزابها على الحافة السياسية. وقد يكون إدراج أحزاب معينة في المناظرات أمرًا مثيرًا للجدل أيضًا. وقد أورد تقرير صادر عن مركز دراسات الديمقراطية شكوى عامة خاصة بالمناظرات الكندية، تتمثل هذه الشكوى في الدعوة إلى إزالة حزب الكتلة الكيبيكية (Bloc Québécois)، وهو حزب نشط فقط في معظم أنحاء كيبيك الناطقة بالفرنسية، من موقعه الحالي في المناظرات الواردة باللغة الإنجليزية.

## الدول المشاركة
عقدت الدول التالية مناظرات القادة:
- الولايات المتحدة
- المملكة المتحدة
- فرنسا
- ألمانيا
- أستراليا
- كندا
- نيوزيلندا
- هولندا
- أيرلندا
- مالطا
- البرازيل
- كينيا
- إسبانيا
- تونس